# Solo Sikoa
Pour les articles homonymes, voir Fatu.
 (mars 2023).
Joseph Yokozuna Fatu (né le 18 mars 1993 à Sacramento) est un catcheur (lutteur professionnel) américain. Il travaille actuellement à la World Wrestling Entertainment, dans la division SmackDown, sous le nom de Solo Sikoa, où il est l'actuel champion des États-Unis.

## Jeunesse
Joseph Fatu est né le 18 mars 1993 à Sacramento, dans l'État de Californie, le fils cadet de Rikishi, le frère cadet des Usos, le cousin de Jacob Fatu, Roman Reigns, The Rock et Yokozuna et le neveu de Umaga. Tout comme eux, il fait partie de la famille des catcheurs samoans. Il a été joueur de football américain au American River College et Dickinson State University,.

## Carrière dans le catch

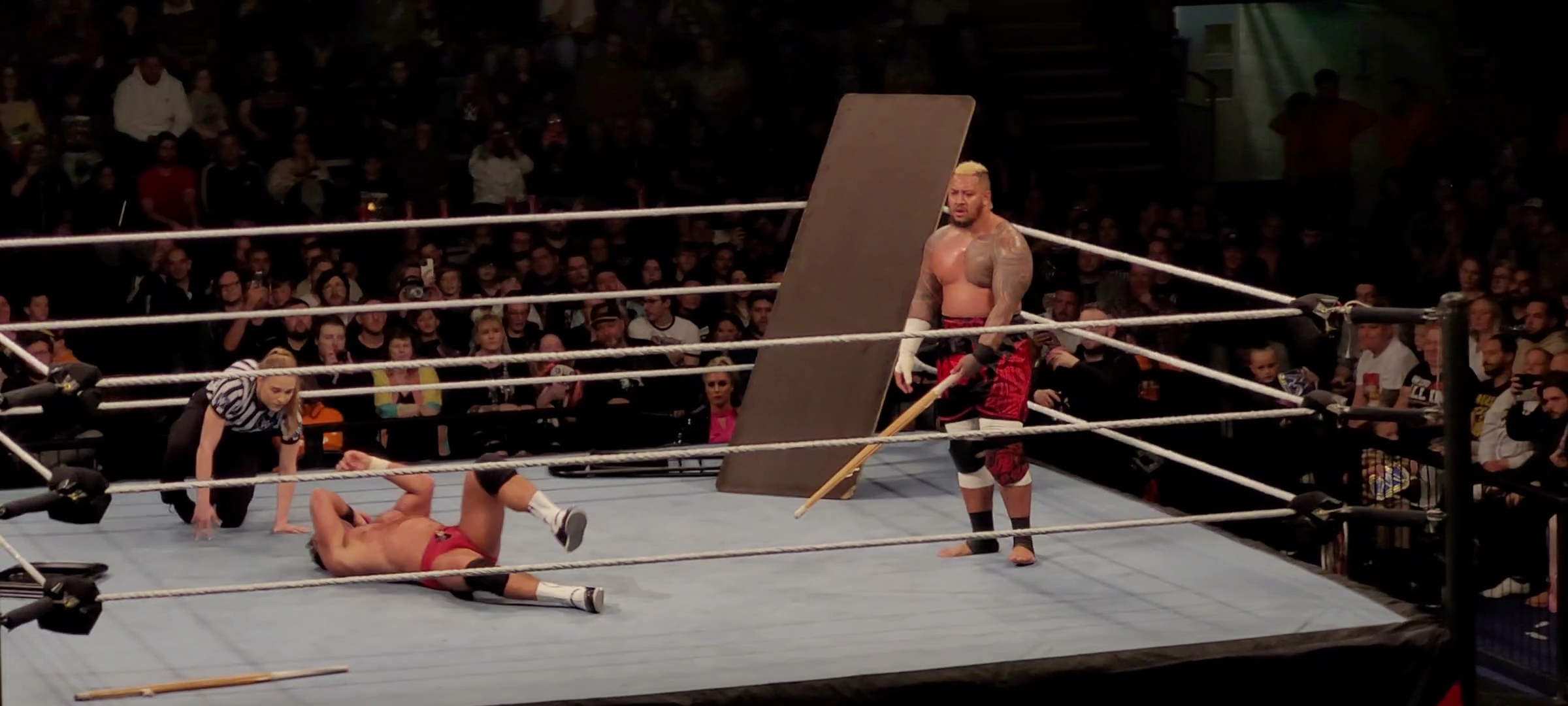
Sikoa contre Knight - WWE Live (Nottingham, Royaume-Uni, Octobre 2023).

### Circuit Indépendant (2018-2021)
Le 29 avril 2018 à KnokX Pro Wrestle Fair 2018 de la KnokX Pro Academy, il fait ses débuts en tant que Heel, sous le nom de Sefa Fatu, aux côtés de son cousin Jacob Fatu et Vincenzo Iosefa Parisi, mais les trois hommes perdent face à Maverick, Otto Von Clutch & Syko StUSA dans un Hardcore 6-Man Tag Team match.
Le 15 mars 2020 à FSW Mecca VI de la Future Stars Of Wrestling, il perd face à Willie Mack au premier tour du tournoi, désignant le futur champion de la FSW.
Le 27 mars 2021 à FSW Day Of Reckoning 2021 de la même fédération, il bat Shawn Daivari.

### World Wrestling Entertainment (depuis 2021)

#### Passage àNXT(2021-2022)
Le 30 août, il signe officiellement avec la World Wrestling Entertainment.
Le 26 octobre à NXT: Halloween Havoc, il fait ses débuts dans la brand jaune, sous le nom de Solo Sikoa, en portant une Belly to Belly sur Grayson Waller, poussé sur lui par L.A Knight. Le 30 novembre à NXT, il dispute son premier match en battant Edris Enofe. Après le combat, il effectue un Face Turn, car il se fait attaquer par Boa.
Le 2 avril 2022 à NXT TakeOver: Stand & Deliver, il ne remporte pas le titre Nord-Américain de la NXT, battu par Cameron Grimes dans un Fatal 5-Way Ladder match, qui inclut également Carmelo Hayes, Grayson Waller et Santos Escobar. 

#### The Bloodline (2022-2025)
Le 3 septembre à Clash at the Castle, il fait ses débuts dans le roster principal en tant que Heel, aide son cousin Roman Reigns à conserver ses titres Universel et de la WWE contre Drew McIntyre et rejoint officiellement la Bloodline. 6 soirs plus tard à SmackDown, il dispute son premier match dans le show bleu, mais perd face au Scottish Warrior par disqualification, à la suite d'une attaque extérieure de Karrion Kross sur son adversaire. Le 13 septembre à NXT, il devient le nouveau champion Nord-Américain de NXT en prenant sa revanche sur son même adversaire, remporte le titre pour la première fois de sa carrière et son premier titre personnel. La semaine suivante à NXT, il est contraint d'abandonner le titre, car il a enfreint les règles en répondant au défi ouvert de l'ancien champion alors qu'il n'y était pas prévu.
Le 26 novembre aux Survivor Series: WarGames, la Bloodline (Roman Reigns, les Usos, Sami Zayn et lui) bat Drew McIntyre, les Brawling Brutes (Sheamus, Butch, Ridge Holland) et Kevin Owens dans son tout premier Men's WarGames match.
Le 28 janvier 2023 au Royal Rumble, après la conservation des titres Universel et de la WWE de Roman Reigns contre Kevin Owens, ses frères et lui tabassent l'adversaire de son cousin, puis Sami Zayn s'interpose pour arrêter leur lynchage sur son compatriote. The Tribal Chief donne une chaise à ce dernier pour en finir, mais le Québécois effectue un Face Turn en retournant l'objet contre lui, avant que les trois Samoans ne le tabassent également. Jey Uso refuse d'y participer et part de son côté, ce qui créé des tensions dans le clan.
Le 6 mai à Backlash, ses frères aînés et lui battent Matt Riddle, Kevin Owens et Sami Zayn dans un 6-Man Tag Team match.
Le 27 mai à Night of Champions, Roman Reigns et lui ne remportent pas les titres incontestés par équipe de la WWE, battus par Kevin Owens et Sami Zayn. Pendant le combat, les Usos interviennent en attaquant d'abord les deux Canadiens et lui portent ensuite un Superkick par erreur. Jimmy effectue un Face Turn en portant deux Superkicks à son désormais ex-Tribal Chief, tandis que Jey effectue un Tweener Turn, car semble indécis entre choisir le camp de son frère ou celui de son cousin, bien qu'il quitte le ring avec le premier. Le 16 juin à SmackDown, Jey effectue un Face Turn, car annonce quitter officiellement la Bloodline avec son frère aîné et porte un Superkick sur son ex-Tribal Chief. Les jumeaux lui portent ensuite un Superkick et un autre sur Roman Reigns.
Le 1er juillet à Money in the Bank, ils perdent face aux Usos dans un Bloodline Civil War Tag Team match.
Le 7 octobre à Fastlane, Jimmy Uso et lui perdent face à John Cena et LA Knight.
Le 4 novembre à Crown Jewel, il bat John Cena.
Le 4 mai 2024 à Backlash, Tama Tonga et lui battent Kevin Owens et Randy Orton dans un Street Fight match. Le 28 juin à SmackDown, il organise une cérémonie de reconnaissance en tant que nouveau Tribal Chief du clan. Ses trois cousins le reconnaissent, sauf Paul Heyman qui s'y refuse, effectue un Face Turn, mais se fait attaquer par les deux Samoans, les deux Tongiens et est exclu du clan.
Le 6 juillet à Money in the Bank, Jacob Fatu, Tama Tonga et lui battent R-KO (Randy Orton et Kevin Owens) et Cody Rhodes dans un 6-Man Tag Team match.
Le 3 août à SummerSlam, il ne remporte pas le titre incontesté de la WWE, battu par Cody Rhodes dans un Bloodline Rules match, à la suite des interventions extérieures de R-KO et Roman Reigns qui fait son retour après 4 mois d'absence.
Le 5 octobre à Bad Blood, Jacob Fatu et lui perdent face à Cody Rhodes et Roman Reigns. Le 2 novembre à Crown Jewel, Jacob Fatu, Tanga Loa et lui battent les Usos et Roman Reigns dans un 6-Man Tag Team match. Le 30 novembre aux Survivor Series: WarGames, "Big" Bronson Reed, ses trois partenaires et lui perdent face à CM Punk, The Usos, Sami Zayn et Roman Reigns dans un Men's WarGames match.

#### Champion des États-Unis (2025-...)
Le 7 juin 2025 à Money in the Bank, il participe à son premier Men's Money in the Bank Ladder match, mais ne remporte pas la mallette, gagnée par Seth Rollins. Pendant la rencontre, Jacob Fatu effectue un Face Turn et se retourne contre lui. 21 soirs plus tard à Night of Champions, il devient le nouveau champion des États-Unis en battant son ancien Enforcer, remporte le titre pour la première fois de sa carrière et son premier titre dans le roster principal. 

## Palmarès
- World Wrestling Entertainment
  - 1 fois champion Nord-Américain de la NXT
  - 1 fois champion des États-Unis (Actuel)

## Récompense des magazines
| Année | 2022 | 2023 | 2024 |
| ----- | ---- | ---- | ---- |
| Rang  | 401  | 38   | 66   |

## Vie privée
Il est actuellement en couple et marié avec Almia Williams, ainsi que papa de deux garçons : Zion et Zakhi Christopher.